# Карреа, Андреа
Андре́а Карре́а (итал. Andrea Carrea; 14 августа 1924, Гави, Пьемонт — 13 января 2013, Кассано-Спинола, Пьемонт) — итальянский шоссейный велогонщик, выступавший на профессиональном уровне в период 1949—1958 годов. Участник многих крупных соревнований своего времени, наиболее известный как грегари своего знаменитого соотечественника Фаусто Коппи. В течение одного дня владел жёлтой майкой лидера на «Тур де Франс» 1952 года.

## Биография
Андреа Карреа родился 14 августа 1924 года в коммуне Гави провинции Алессандрия, Италия.
Во время Второй мировой войны из-за своих политических убеждений был заключён в концентрационном лагере Бухенвальд. Пережил два «марша смерти» и на момент освобождения весил около сорока килограммов (почти вдвое меньше своего соревновательного веса).
По окончании войны полностью посвятил себя шоссейному велоспорту, первое время выступал на любительском уровне — в 1946—1948 годах неоднократно становился победителем и призёром различных небольших региональных гонок, как то «Милан — Рапалло», «Милан — Тортона», «Коппа Андреа Боэро», «Джиро дель Пьемонте».
Начиная с 1949 года в течение многих лет выступал на профессиональном уровне в составе итальянской команды Bianchi. Большого количества побед не имел, в основном исполнял роль грегари для своего знаменитого капитана Фаусто Коппи, которого считал кумиром. Среди наиболее значимых достижений в этот период — победа в гонке «Турин — Биелла», третье место на «Коппа Плаччи», победа на одном из этапов «Тура Романдии» и шестое место в генеральной классификации этой гонки.
Один из самых известных эпизодов в спортивной биографии Карреа произошёл на «Тур де Франс» 1952 года, когда в ходе девятого этапа он присоединился к группе отрыва в качестве «полицейского» и неожиданно для себя занял первое место в генеральной классификации, получив на финише жёлтую майку лидера. Гонщик был совершенно обескуражен этим результатом, плакал и не хотел идти на церемонию награждения, боясь навлечь на себя гнев капитана команды Фаусто Коппи. При первой же возможности он извинился перед Коппи и на следующий день был рад уступить лидерство в генеральной классификации своему капитану. При этом Карреа стал первым обладателем жёлтой майки, проехавшим по Альп-д’Юэз. В конечном итоге он занял девятое место в общем зачёте гонки.
Впоследствии Андреа Карреа оставался действующим профессиональным велогонщиком вплоть до 1958 года. В общей сложности он принял участие в восьми гонках «Джиро д’Италия», дважды стартовал на «Тур де Франс», один раз выступил на «Вуэльте Испании» — во всех случаях благополучно преодолел все этапы, ни разу не сойдя с дистанции. Также неоднократно участвовал в однодневных классических гонках: шесть раз выходил на старт «Милан — Сан-Ремо», трижды на «Париж — Рубе» и семь раз на «Джиро ди Ломбардия». В 1954 году отметился выступлением на шоссейном чемпионате мира в Золингене, где в зачёте групповой гонки профессионалов финишировал одиннадцатым.
Умер 13 января 2013 года в коммуне Кассано-Спинола в возрасте 88 лет.